# Albert Mason Stevens
Pour les articles homonymes, voir Stevens.
Albert Mason Stevens (1884-1945) est un chirurgien américain qui a donné son nom au syndrome de Stevens-Johnson.

## Biographie

### Jeunesse et études
Albert Stevens est né à Rangoon en Inde le 22 juillet 1884. Son père, le révérend Edward Oliver Stevens, missionnaire chrétien, y est en effet en mission jusqu'en 1894. Les parents d'Albert, Edward et Harriet Calista Mason sont âgés respectivement de 45 et 42 ans à la naissance de leur fils. Après le retour de la famille vers les États-Unis, il poursuit des études (Bachelor of Arts) à l'Université Yale jusqu'en 1905. Il bénéficie de la bourse Rhodes, ce qui lui permet de passer trois ans à Oxford. En 1908, il étudie la médecine à l'Université Columbia, dont il sort diplômé en 1915.
Le 10 février 1916, il épouse Katherine Louise Stebbins. Ensemble, ils auront au moins une fille.

### Carrière
En 1915, il devient chirurgien assistant dans les tranchées françaises pendant la deuxième guerre mondiale. Il est fait prisonnier par les allemands ; il est libéré après l'armistice. À la fin de la guerre, il exerce son métier de chirurgien aux États-Unis, à l'hôpital Bellevue à New-York.
En 1922, avec son collègue Frank Johnson, ils publient un article consacré à la fièvre éruptive liées à la stomatite et l'ophtalmie, nommé par la suite le Syndrome de Stevens-Johnson. Il s'agit de la première étude de cas documentée. Elle porte sur deux enfants soignés à l'hôpital.
Il est fréquemment indiqué dans les biographies de Stevens qu'il était pédiatre. En réalité, son collègue Johnson est pédiatre mais Stevens est chirurgien.
Après sa retraite en 1934, il s'installe à Hawaï et s'occupe d'un verger, et s'adonne à sa passion pour l'écriture. Un ouvrage posthume sur les comptines pour enfants est publiée en 1968.
Il meurt le 6 août 1945.